# Andrea Jung
Andrea Jung (钟彬娴, pinyin: Zhong Bīnxián) (n. 1959, Toronto, Ontario, Canada) este un om de afaceri canado-american de origine chineză. În 2001 ea a fost numită una dintre cele 30 cele mai influente femei din America de Ladies Home Journal.
Jung a fost președintele consiliului de administrație și director executiv al firmei Avon Products, Inc, promovată în post în noiembrie 1999. Înainte de aceasta, ea a fost președinte și COO peste toate unitățile de afaceri din întreaga lume a firmei Avon. Ea a fost membru al consiliului de directori ai companiei din 1998.
Ea s-a alăturat consiliului de directori al firmei Apple Inc. la 7 ianuarie 2008.

## Compensație
În timp ce era CEO al Avon Products în 2009, Jung a primit o compensație totală de 6.997.015 USD, care a inclus un salariu de bază de 1,375 milioane USD, o primă în numerar de 3.043.906 USD, opțiuni în valoare de 2.395.162 USD, precum și 182.947 USD în alte compensații.